# Herlev Syd Station
|  | Fremtidig bygning Denne artikel omhandler en bygning, der er under opførelse. Det er derfor muligt, at indholdet er af spekulativ natur, og ligeledes, at indholdet kan ændre sig markant efterhånden som flere oplysninger bliver tilgængelige. |

Herlev Syd Station er en kommende letbanestation på Hovedstadens Letbane (Ring 3-letbanen) i Herlev Kommune. Stationen kommer til at ligge på Herlev Ringvej ved et T-kryds ind mod Lyskær, umiddelbart nord for grænsen til Rødovre Kommune. Den kommer til at ligge på midten af vejen og kommer til at bestå af to spor med hver sin perron med adgang via fodgængerfeltet i krydset. Stationen var oprindeligt planlagt til at åbne i 2025, men åbningen af den nordlige del af letbanestrækningen fra Rødovre Nord til Lundtofte blev den 10. september 2024 udskudt til 2026.